# Micropsectra lindebergi
Micropsectra lindebergi är en tvåvingeart som beskrevs av Sawedal 1976. Micropsectra lindebergi ingår i släktet Micropsectra och familjen fjädermyggor. Arten är reproducerande i Sverige. Inga underarter finns listade i Catalogue of Life.